# Alwin Günther

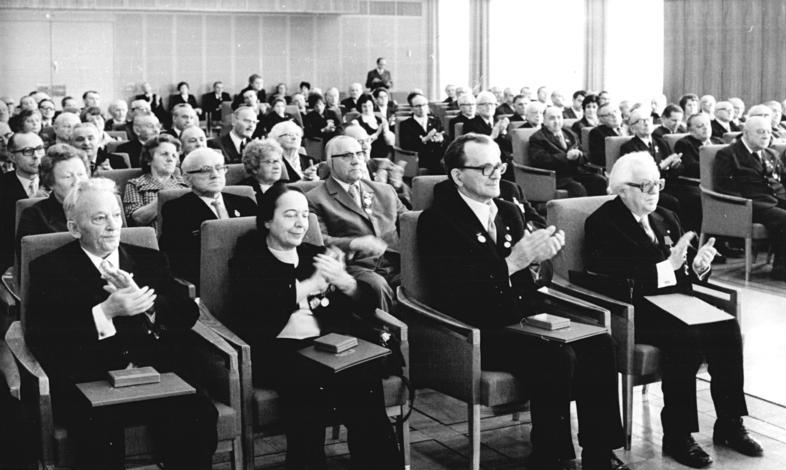
Alwin Günther (1. v. l.) bei der Verleihung des Karl-Marx-Ordens (1976).

Alwin Günther (* 21. April 1906 in Viernau; † 15. August 1979) war ein deutscher Politiker (KPD/SED), antifaschistischer Widerstandskämpfer und Gewerkschafter (FDGB).

## Leben
Günther, Sohn eines Drechslers, besuchte die Volksschule und erlernte den Beruf des Werkzeugmachers. Ab 1920 war er als Sportler im Arbeiter-Athleten-Bund aktiv. 1924 wurde er Mitglied der KPD und war ab 1925 gewerkschaftlich organisiert. Von 1920 bis 1929 arbeitete er als Werkzeugdreher in Zella-Mehlis und wurde dann arbeitslos. 1928 war er politischer Leiter der KPD-Ortsgruppe Viernau. 1931 ging er in die Sowjetunion und arbeitete dort als Werkzeugdreher in einer Moskauer Maschinenfabrik. 1932 wurde er Mitglied der KPdSU und besuchte von 1932 bis 1936 die Kommunistische Universität der nationalen Minderheiten des Westens in Moskau.
Von 1936 bis 1939 nahm er als Interbrigadist am Spanischen Bürgerkrieg teil, zunächst als Adjutant im Tschapajew-Bataillon (unter dem Namen Julius Lackner), später dann als Parteisekretär im Thälmann-Bataillon bzw. in Valencia. 1939 war Günther zunächst in Frankreich interniert, dann emigrierte er in die Schweiz und hielt sich illegal in Basel auf. Er war zeitweise Leiter der KPD-Emigration in der Schweiz. Im Februar 1942 wurde er mit Paul Meuter und anderen verhaftet und später zu sechseinhalb Jahren Zuchthaus verurteilt. Er war zunächst im Zuchthaus Witzwil, anschließend im Internierungslager Gordola im Tessin inhaftiert. Auch hier setzte er seine illegale Arbeit fort.
Im Oktober 1945 kehrte er nach Deutschland, in die SBZ, zurück und wurde Erster Sekretär der KPD-Kreisleitung Suhl. 1946/47 war er Erster Sekretär der SED-Kreisleitung Suhl und 1947 Erster Sekretär der SED-Kreisleitung Erfurt. Von April 1947 bis Dezember 1949 war er Organisationssekretär der SED-Landesleitung Thüringen. 1949/50 war er Sekretär der SED-Kreisleitung Erfurt. Anfang 1951 wurde er wegen seiner Westemigration und angeblicher Verbindung zu einer trotzkistischen Gruppe in der Schweiz (Noel-Field-Affäre) auf Beschluss der ZPKK aus seiner Funktion abberufen und zur Landesparteischule delegiert. 1951/52 war er Sekretär des FDGB-Landesvorstandes Thüringen, 1952 dann Sekretär des Zentralvorstandes der IG Metallurgie. Zwischen 1953 und 1958 fungierte er als Erster Vorsitzender des Zentralvorstandes der IG Metallurgie und war Mitglied des Präsidiums des FDGB-Bundesvorstandes. Von 1958 bis 1968 war er Vorsitzender des FDGB-Bezirksvorstandes Suhl sowie Mitglied der SED-Bezirksleitung und Abgeordneter des Bezirkstages. Von 1961 bis 1979 wirkte er als Vorsitzender der DSF-Bezirksvorstandes Suhl und war Vorsitzender der Kommission zur Betreuung verdienter Parteimitglieder.
Alwin Günther war mit Loni Günther verheiratet und Vater von zwei Kindern.

## Auszeichnungen
- Vaterländischer Verdienstorden in Bronze (1955), in Silber (1959) sowie in Gold (1971)
- Fritz-Heckert-Medaille in Gold (1972)
- Ehrenspange zum Vaterländischen Verdienstorden in Gold (1974)
- Karl-Marx-Orden (1976)